# 埃克塞爾鎮區 (明尼蘇達州馬歇爾縣)
埃克塞爾鎮區（英語：Excel Township）是位於美國明尼蘇達州馬歇爾縣的一個行政鎮區。

## 歷史
埃克塞爾鎮區於1884年設立，得名自位於亨內平縣的埃克塞爾西奧。

## 地方資料
埃克塞爾鎮區的面積為121.23平方千米，皆為陸地。根據2020年美國人口普查的數據，當地共有人口310人，而人口密度為每平方千米2.56人。